# Sonografia transcranica
La sonografia transcranica o TCS, dall'inglese transcranial sonography, è un sistema di diagnostica medica non invasiva e non cruenta basata su una tecnologia che utilizza un apparato a ultrasuoni, esattamente come l'ecografia, per identificare o monitorare alcune patologie neurologiche nel cranio. Sistemi simili sono il TCD (transcranial doppler) e il TCCS (transcranial color sonography) che utilizzano l'ecografia Doppler per la diagnostica però delle patologie vascolari.

## Caratteristiche e utilizzo
La sonografia rileva, attraverso la misurazione dell'eco delle vibrazioni ultrasuoni emesse, sia la proliferazione cellulare (tumori), sia la presenza di depositi paramagnetici (metalli). Il principale vantaggio della TCS è quello di essere meno costosa e quindi potenzialmente più facilmente diffondibile delle tecniche di neuroimaging funzionale. Essendo una metodica relativamente recente è ancora in fase iniziale di sviluppo sia tecnologico sia semiologico (studio delle iperecogenicità craniali) ma è certo che possa essere utilizzata sia per la Malattia di Parkinson, essendone le rilevazioni correlate a quelle della PET, sia per la sclerosi multipla.

## Doppler transcranico
Il Doppler transcranico (o TCD) è un sistema diagnostico simile, a volte complementare del TCS, viene però utilizzato per l'accertamento di disfunzioni vascolari cerebrali o la diagnosi cardiologia, viene utilizzato per esempio per l'individuazione della presenza di forame ovale pervio (FOP) ai fini della prevenzione dell'ictus criptogenetico.

Il Doppler transcranico (detto anche bubble test) è un accertamento di primo livello che permette di visualizzare il sangue che scorre all'interno delle arterie cerebrali e il passaggio di bollicine di aria nelle arterie cerebrali, in caso di pervietà del forame ovale cardiaco. L'esame non è invasivo, prevede l'uso di ultrasuoni e l'Iniezione endovena una piccola quantità di liquido inerte (soluzione fisiologica) miscelata con pochissima aria ambientale.